# Am Hauptbahnhof
Am Hauptbahnhof ist der Platz vor dem Hauptbahnhof in Frankfurt am Main.

## Geschichte
Der Bahnhofsvorplatz entstand im Zuge der Verlegung der Frankfurter Eisenbahnanlagen, als 1888 die Frankfurter Westbahnhöfe durch den neuen Hauptbahnhof ersetzt wurden. Dabei musste die Einfahrt der drei dort einmündenden Bahnlinien, der Taunus-Eisenbahn, Main-Neckar-Bahn und Main-Weser-Bahn, etwa einen Kilometer nach Westen verlegt werden. Der neue Hauptbahnhof wurde an die Westseite des heutigen Platzes Am Hauptbahnhof gelegt, dessen halbrunder Abschluss nach Osten – mit der Straßenbezeichnung Am Hauptbahnhof – noch heute die ehemalige Verbindungskurve zwischen der Main-Neckar-Bahn und Main-Weser-Bahn im alten Gleisvorfeld der Westbahnhöfe nachzeichnet.
Durch den neuen Hauptbahnhof waren die alten Trassen und das Gleisvorfeld der Westbahnhöfe entbehrlich. Auf ihnen entstanden mehrere Straßen und das Bahnhofsviertel. 1891 fand auf dem Gelände die Internationale Elektrotechnische Ausstellung statt. Die Randbebauung des Platzes entstand zwischen 1900 und 1915.
Von 1918 bis 1945 trug der Platz den Namen Hindenburgplatz.

## Einmündende Straßen

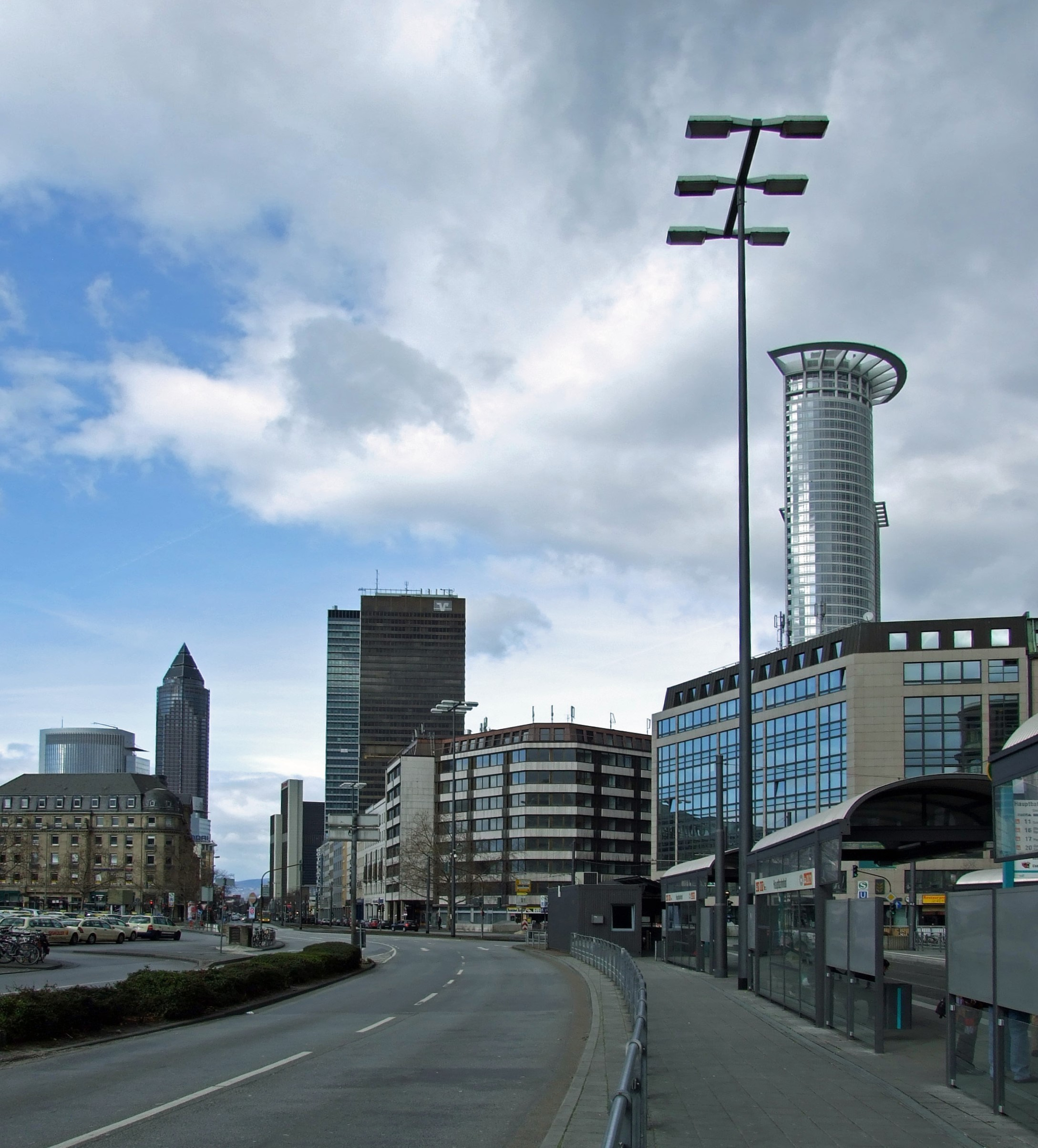
Alleenring vor dem Hauptbahnhof

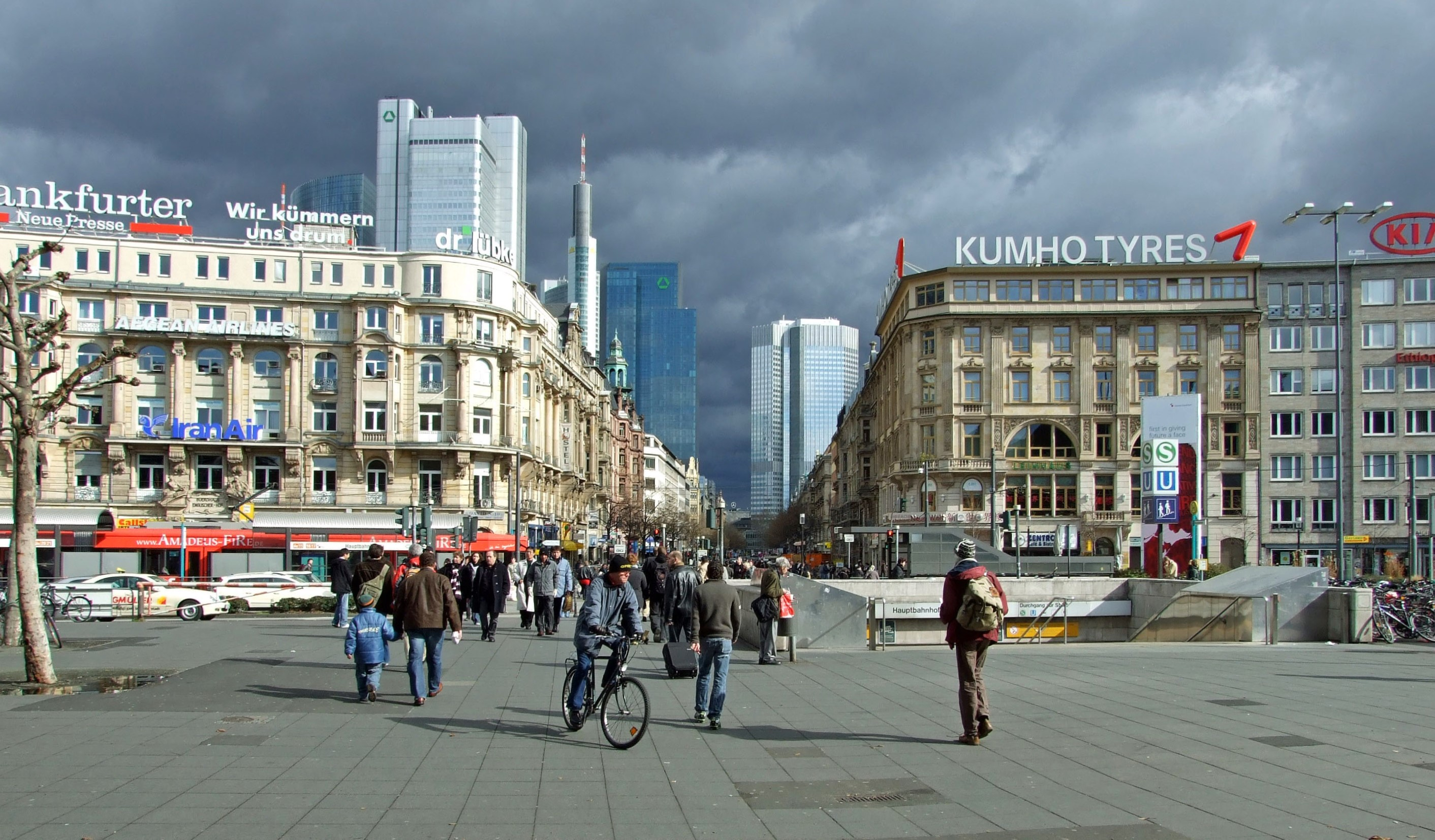
Blick vom Haupteingang Richtung Kaiserstraße

- Poststraße und Mannheimer Straße (bis 1945 Gneisenaustraße) begrenzen den Hauptbahnhof nördlich und südlich und sind in dieser Form erst durch die Erweiterung des Empfangsgebäudes und der Bahnsteighallen 1924 entstanden.
- Die Düsseldorfer Straße (bis 1945 Hohenzollernstraße) liegt auf der ehemaligen Trasse der Main-Weser-Bahn und führt nach Norden zum Platz der Republik (bis 1923 Hohenzollernplatz).
- Die Karlstraße zweigt am Nordostende des Platzes ab und verbindet ihn mit der Mainzer Landstraße. Bis 1950 verlief hier eine Straßenbahnlinie, die weiter über die Feuerbachstraße zur Bockenheimer Landstraße führte. Wegen des zunehmenden Straßenverkehrs und der engen Straßenführung wurde sie anschließend um einige hundert Meter in Richtung Norden in den Straßenzug Wilhelm-Hauff-Straße/Mendelssohnstraße verlegt.
- Die Taunusstraße liegt in ihrem westlichen Bereich ebenfalls im Bereich der ehemaligen Trasse der Main-Weser-Bahn und der Taunus-Eisenbahn. Sie führt zum namensgebenden Taunustor in den ehemaligen Frankfurter Wallanlagen.
- Die Kaiserstraße (1947–1955 Friedrich-Ebert-Straße) entstand im Wesentlichen im Bereich des ehemaligen Güterbahnhofs der Main-Neckar-Eisenbahn-Gesellschaft. Sie wurde als zentraler Boulevard des neuen Bahnhofsviertels konzipiert und führt vom Roßmarkt südlich der Hauptwache zum Hauptbahnhof. Der Straßenabschnitt zwischen Moselstraße und Hauptbahnhof endet als Sackgasse. Er ist auch unter dem abwertenden Namen Kaisersack bekannt und galt zeitweise als Zentrum des Drogenhandels.
- Die Münchener Straße (bis 1947 Kronprinzenstraße) zeichnet den Verlauf der Einfahrt der Main-Neckar-Bahn in den Main-Neckar-Bahnhof nach. Sie verläuft parallel zur Kaiserstraße und führt zum Willy-Brandt-Platz.
- Die Wiesenhüttenstraße ist eine kurze Stichstraße, die den Platz in Richtung Süden mit dem Wiesenhüttenplatz und der Gutleutstraße verbindet. Hier liegt das ebenfalls aus der Gründerzeit stammende Parkhotel, noch heute eines der bekanntesten Frankfurter Hotels.
- Die Baseler Straße (bis 1945 Scharnhorststraße) folgt dem Verlauf der Trasse der Main-Neckar-Bahn über den Baseler Platz (bis 1945 Blücherplatz) bis zur Friedensbrücke über den Main.

## Bauten

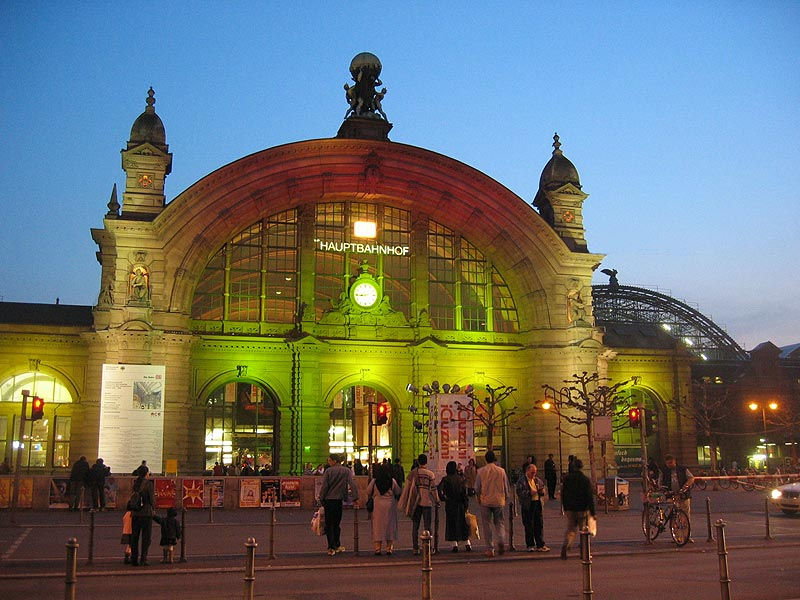
An der Westseite liegt der Hauptbahnhof

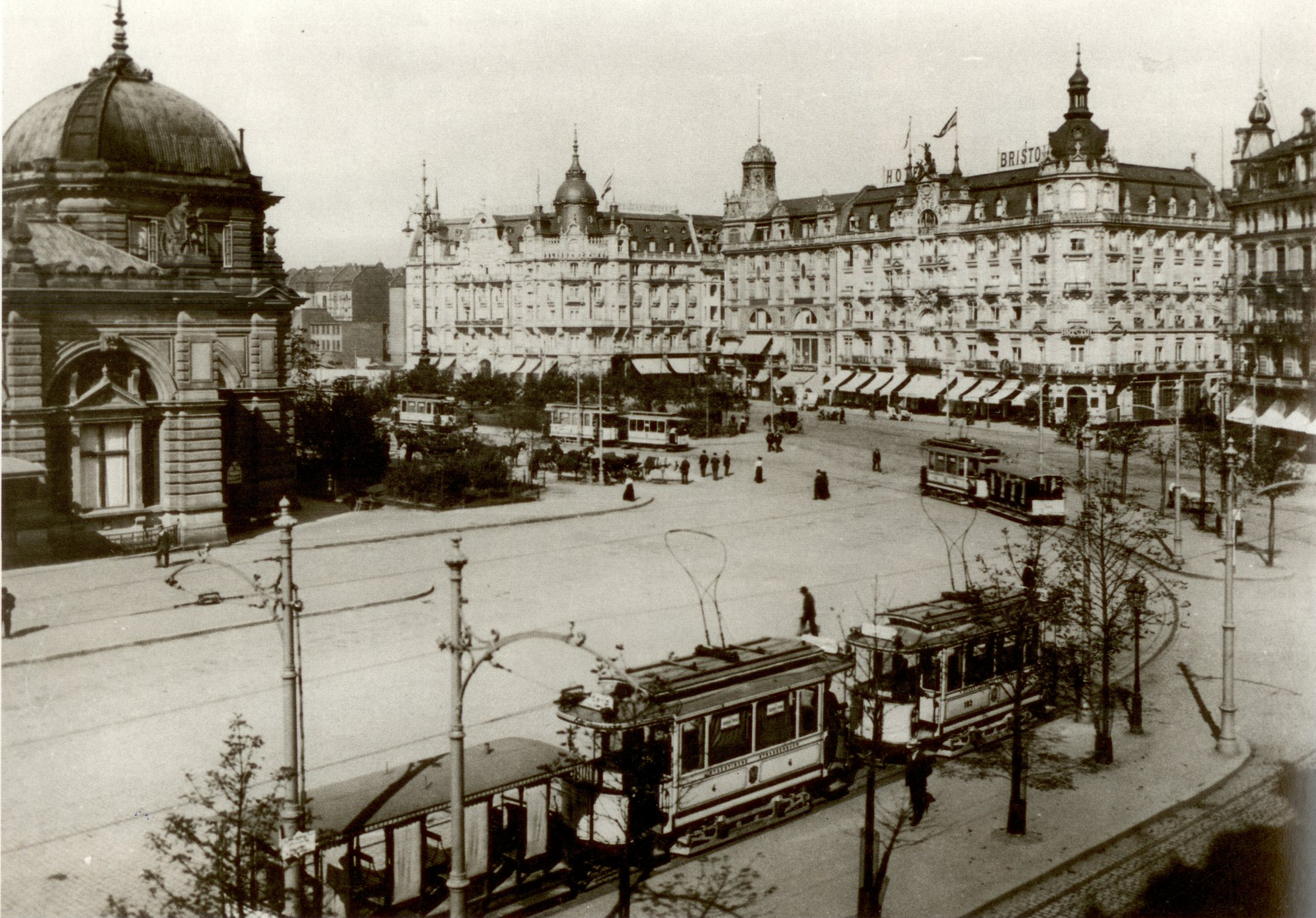
Bahnhofsvorplatz 1903 mit den Hotels Bristol (rechts) und d’Angleterre (links)

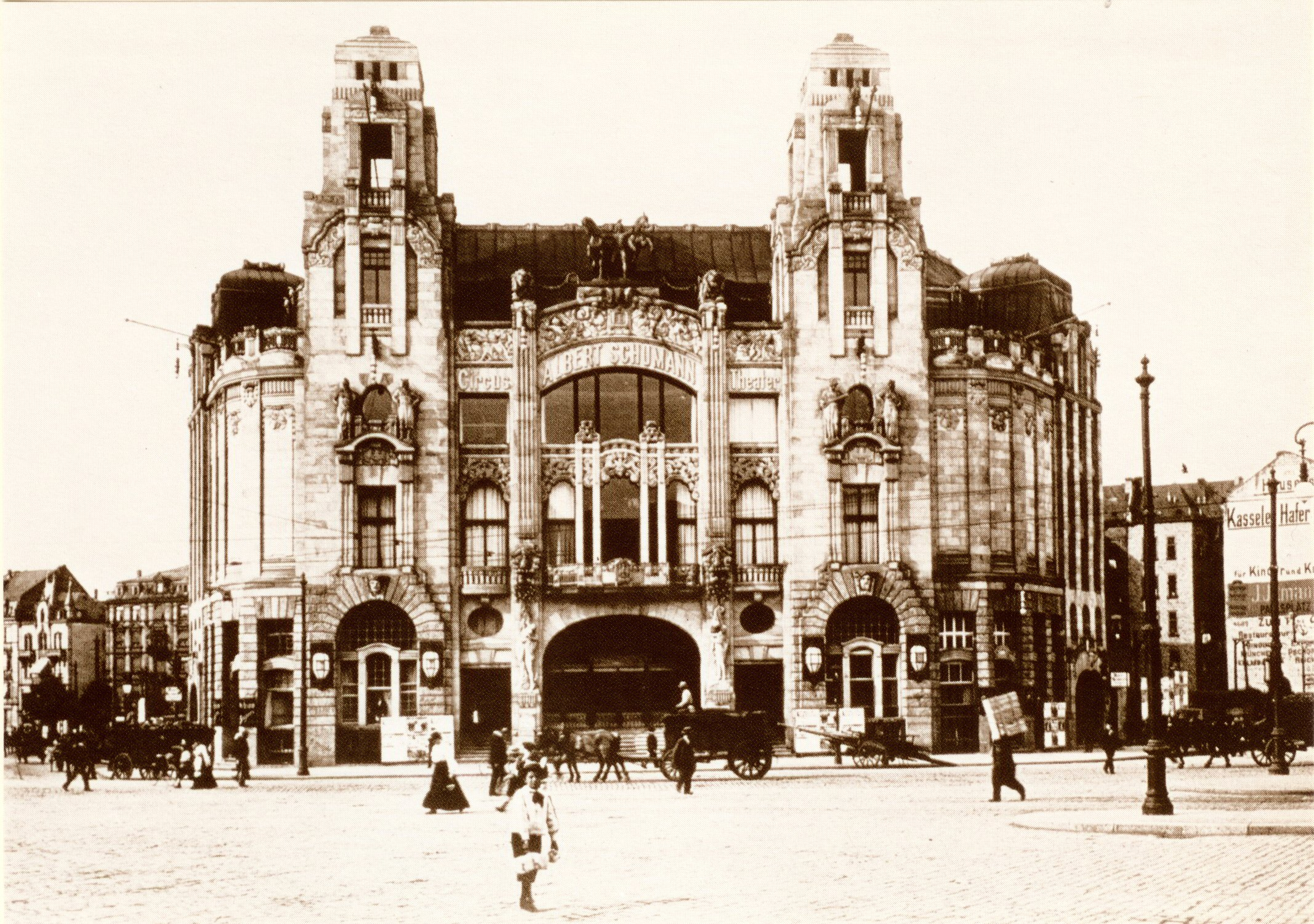
Schumanntheater 1905

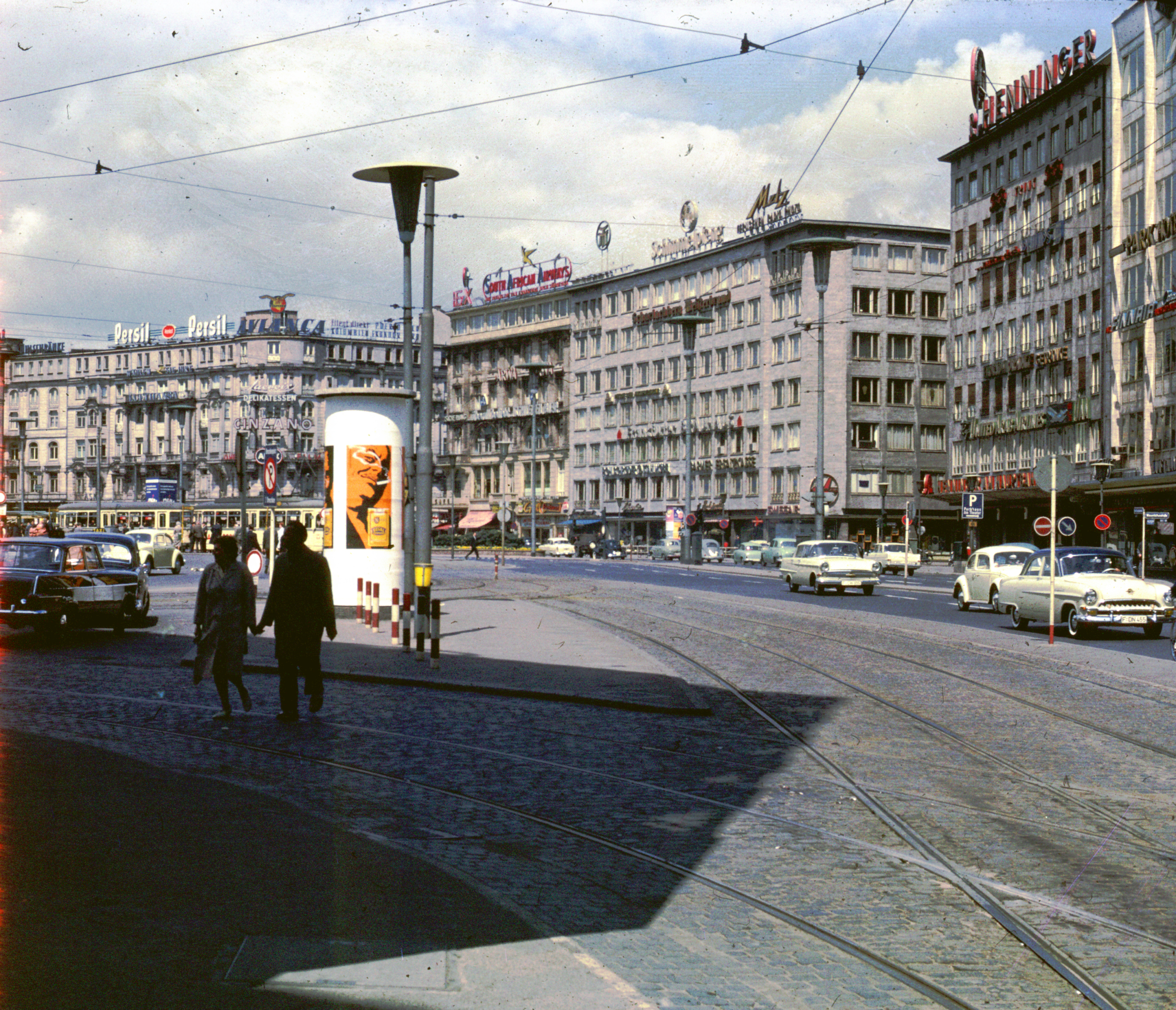
Bahnhofsvorplatz 1962

Dominiert wird der Platz durch das Empfangsgebäude und die Gleishallen des Frankfurter Hauptbahnhofs von 1888 und 1924, die sich über die gesamte Westseite erstrecken.
Auf dem Platz wurden 1891/92 zwei etwa 20 Meter hohe, dreiarmige Kandelaber aus Gusseisen errichtet, die ersten elektrischen Straßenlaternen Frankfurts. Beim Umbau des Platzes Ende der 1950er/Anfang der 1960er Jahre wurden sie entfernt.
Die anderen Seiten des Platzes wurde ursprünglich durch zahlreiche repräsentative im historisierenden Stil des späten 19. Jahrhunderts gehaltene Hotelbauten begrenzt, darunter das 1900 eröffnete Hotel Bristol an der Ecke Kronprinzenstraße (heute Münchener Straße), das Hotel d’Angleterre (1903) an der Nordecke der Kaiserstraße, das Carlton-Hotel (1907) zwischen Karlstraße und Hohenzollernstraße (heute Düsseldorfer Straße). 1905 entstand auf dem bis dahin noch unbebauten Grundstück zwischen Taunusstraße und Karlstraße das Albert-Schumann-Theater, Frankfurts größtes Varieté und einer der wenigen Jugendstilbauten der Stadt. Als letzter Neubau am Hauptbahnhof vervollständigte 1914/15 das neoklassizistische Hotel Excelsior gegenüber dem Nordportal des Hauptbahnhofs an der Ecke zur Poststraße das Ensemble.
Im Zweiten Weltkrieg wurden alle Gebäude am Hauptbahnhof bei den Luftangriffen auf Frankfurt am Main mehr oder weniger stark beschädigt. 1945 beschlagnahmten die amerikanischen Streitkräfte das Excelsior, das Carlton und das Schumanntheater. 1956 wurde zunächst das Excelsior wieder freigegeben und zu einem noch heute bestehenden Geschäftshaus umgestaltet. Das Carlton wurde 1956 wieder Hotel, jedoch 1976 wegen unzureichender Rentabilität geschlossen. Das Gebäude wurde abgerissen und durch einen unscheinbaren Bürobau ersetzt. Das gleiche Schicksal war dem Schumanntheater bereits 1961 widerfahren.
Die übrigen historischen Gebäude an Taunus- und Kaiserstraße blieben dagegen bestehen. Sie wurden in den letzten Jahren aufwendig saniert, weisen aber nach wie vor ein in der Nachkriegszeit errichtetes Flachdach auf.

## Verkehrsfunktion
Der Platz Am Hauptbahnhof ist zusammen mit dem Hauptbahnhof ein zentraler Knotenpunkt im System des ÖPNV in Frankfurt. Ursprünglich wurde er von den Gleisen und Haltestellen der Straßenbahn dominiert. Seit 1978 wurde ein Teil davon als U-Bahn in den Untergrund verlegt. Gleiches geschah mit der S-Bahn, die den Platz in Ost-West-Richtung unterquert. Die als B-Ebene bezeichnete unterirdische Ladenpassage ist den Fußgängern vorbehalten und war zeitweilig, wie der Platz selbst auch heute noch, ein Treffpunkt für Obdachlose und Dealer.
Der Bau der umfangreichen B-Ebene hatte vor allem das Ziel, den Straßenverkehr im Geiste der autogerechten Stadt zu beschleunigen, in dem sämtlicher kreuzender Fußgängerverkehr in den Untergrund verlegt wurde. Ein Überqueren der Fahrbahnen wurde unmöglich gemacht, auch die auf dem Platz gelegene Straßenbahnhaltestelle konnte ausschließlich über die B-Ebene erreicht werden. Diese Maßnahmen wurden größtenteils wieder rückgängig gemacht. So gibt es seit Jahren für Fußgänger wieder die Möglichkeit, den Platz durch Ampeln gesichert ebenerdig zu überqueren. Dies hatte zur Folge, dass die Bedeutung der Unterführung für den reinen Fußgängerverkehr stark gesunken ist. Der große Zugang zur B-Ebene in der Kaiserstraße wurde 2005 auf die Hälfte seiner ursprünglichen Breite reduziert und der überflüssig gewordene Teil zugeschüttet. Der bahnhofseitige Hauptzugang vom Platz in die B-Ebene ist bereits seit längerer Zeit mit einem Rollgitter verschlossen, defekte Rolltreppen werden oft über Monate nicht instand gesetzt. Die meisten Bauwerke wurden seit der Umgestaltung Ende der 1970er Jahre nicht erneuert, das Ambiente des Platzes und seiner Anlagen wirkt dementsprechend verwahrlost.